# Elton Brown
Elton Brown, (nacido el 15 de septiembre de 1983 en Newport News (Virginia)) es un exjugador de baloncesto estadounidense que con 2.06 de estatura, su puesto natural en la cancha era el de pívot.

## Trayectoria deportiva
Brown en su periplo universitario con Virginia fue capaz de firmar dobles figuras en 25 de los 31 partidos disputados por su equipo en la temporada 2003/2004. Es un jugador de talento ofensivo que puede rebotear con facilidad en ambas zonas. En su primera experiencia europea, militó en la liga griega destacando en las filas de Makedonikos donde promedió 14 puntos y 10,5 rebotes. El jugador abandonó el equipo griego por problemas de liquidez y se enroló en las filas del Florida Flame donde estaba anotando 13,8 puntos y capturando 9,8 rebotes de media en los cinco encuentros disputados en la NBDL, la liga de expansión de la NBA.
Más tarde, llegaría a Menorca para sustituir a Bud Eley, convirtiéndose en un trotamundos del básquet europeo y mundial, ya que en su curriculum le avala una gran trayectoria profesional donde jugaría en países como Israel, Alemania, Serbia, Francia. 
Además, jugaría durante dos temporadas en Puerto Rico, en concreto en Capitanes de Arecibo y en los Indios de Mayagüez más tarde.